# Рози (Виченца)
Рози (итал. Rosi) је насеље у Италији у округу Виченца, региону Венето.
Према процени из 2011. у насељу је живело 26 становника. Насеље се налази на надморској висини од 159 м.